# Guerra di Aceh
La guerra di Aceh fu un conflitto che si svolse tre il 1873 e il 1904 nel nord di Sumatra tra i Paesi Bassi e il Sultanato di Aceh. La sconfitta del sultanato permise agli olandesi di completare la conquista dell'intera Sumatra nonché dei territori che formano l'odierna Indonesia.

## Premesse
La penetrazione olandese a Sumatra era cominciata nel XVII secolo con l'insediamento di un avamposto della compagnia olandese delle Indie orientali a Padang, nella costa occidentale. Gli olandesi dovettero fronteggiare gli interessi britannici, a quel tempo rappresentati dalla Compagnia britannica delle Indie orientali. Con il Trattato anglo-olandese del 1814, gli olandesi avevano ripreso possesso di Batang, conquistata dai britannici quando i Paesi Bassi erano stati invasi dalla Francia napoleonica, ed avevano inoltre ottenuto l'isola di Bangka, situata pochi chilometri al largo della costa orientale. I britannici rinunciarono ad espandersi a Sumatra lasciando tutti i loro possedimenti sull'isola agli olandesi con il Trattato anglo-olandese del 1824 firmato a Londra, possedimenti che erano comunque limitati al presidio di Bengkulu, sulla costa ovest di Sumatra.
Ebbe così inizio la conquista di Sumatra da parte degli olandesi, che nei decenni successivi imposero la propria amministrazione sulla maggior parte dell'isola sfruttandone le risorse economiche. L'ultimo sultanato che resistette all'espansione olandese fu quello di Aceh, la cui indipendenza era stata riconosciuta con il Trattato anglo-olandese del 1824; con il nuovo trattato anglo-olandese del 1871, i britannici rinunciarono definitivamente a ogni ingerenza nel nord di Sumatra a vantaggio degli olandesi, ricevendo in cambio il benestare di questi ultimi per poter commerciare liberamente nelle Indie orientali.

## Il conflitto
Gli olandesi si accinsero quindi ad attaccare il sultanato di Aceh per sfruttare le sue grandi ricchezze, in particolare il pepe nero e il petrolio, e per sottrarlo agli interessi di Francia e Regno Unito. Nel 1873 furono inviate due spedizioni contro Aceh dopo che il locale sultano aveva intavolato trattative con l'ambasciatore statunitense a Singapore.

### Prima spedizione
Durante la prima spedizione fu bombardata la capitale Kutaraja, l'odierna Banda Aceh, e fu preso possesso della maggior parte delle coste. Il sultano Alauddin Mahmud Syah II ricevette armi da Italia e Regno Unito e fu in grado di respingere l'assedio, che era finalizzato alla conquista del suo palazzo. Gli olandesi avevano sottovalutato le risorse dell'esercito locale e furono costretti a ritirarsi dopo aver sofferto gravi perdite. Reagirono comunque imponendo un blocco navale su Aceh.

### Seconda spedizione
Nel novembre del 1873 fu lanciato il secondo attacco olandese con 13 000 uomini armati comandati dal generale Jan van Swieten. Le truppe giunsero a destinazione quando era scoppiata un'epidemia di colera che causò migliaia di morti in entrambi gli schieramenti. L'assedio della capitale comunque procedette e nel gennaio del 1874 il sultano dovette abbandonare la città e rifugiarsi con i suoi uomini nelle montagne circostanti. Gli olandesi poterono occupare il palazzo del sovrano e si illusero che la guerra fosse finita, abolendo il sultanato e annettendo Aceh alle Indie orientali olandesi.

### Guerriglia contro gli olandesi
Il 28 gennaio Alauddin Mahmud Syah II morì di colera e in marzo fu proclamato sultano Alauddin Muhammad Da'ud Syah II (regno 1874–1903), che continuò la resistenza sulle montagne per altri 10 anni, subendo e infliggendo al nemico gravi perdite. Attorno al 1880 gli olandesi cambiarono strategia, concentrando le truppe a difesa della capitale e del vicino porto di Ulee Lheue. Costrinsero a firmare la pace nei villaggi lungo le coste i capi tribù uleebelang, ma questi finanziarono di nascosto la guerriglia locale. Le spedizioni olandesi erano costate la vita a migliaia di soldati e avevano largamente logorato le finanze del governo coloniale, che dovette però continuare a mantenere le forti spese derivanti dall'occupazione. Nei Paesi Bassi, l'opinione pubblica fu profondamente scossa dalle notizie arrivate da Sumatra e criticò apertamente il governo coloniale.
La cattura da parte della guerriglia di una nave britannica incagliata lungo le coste di Aceh nel 1883 segnò un aggravamento della crisi. Gli olandesi dovettero pagare molti soldi per liberare i marinai dopo aver invano chiesto al capo-villaggio Teuku Umar di intercedere per una soluzione pacifica. Il ministro della Guerra dei Paesi Bassi ordinò quindi alle truppe coloniali di riprendere le ostilità ottenendo però solo un risveglio della guerriglia, i militari olandesi distrussero quindi alcuni villaggi uccidendo i civili ed organizzarono le loro forze in una linea fortificata attorno a Kutaraja.
In questo periodo gli olandesi pagarono i capi-villaggio per ottenere il loro aiuto. Teuku Umar finse di accettare, e nel gennaio del 1894 fu nominato panglima prang besar (grande comandante di guerra) e gli vennero affidati fondi per organizzare un'armata di locali mercenari. Due anni dopo però attaccò gli olandesi con tale armata, diventando un eroe nazionale. Ciò viene ricordato nella storiografia olandese come "Het verraad van Teukoe Oemar" (il tradimento di Teuku Umar).
Dalla metà degli anni ottanta, la guida della guerriglia fu in mano agli ʿulamāʾ, i leader della comunità musulmana. Fra questi si distinse Teungku Chik di Tiro, che diffuse tra i locali il concetto di guerra santa. I guerriglieri cominciarono a sentirsi dei martiri religiosi e il conflitto divenne un simbolo di resistenza musulmana all'imperialismo occidentale. Nel periodo successivo gli olandesi si affidarono al dottor Christiaan Snouck Hurgronje, professore all'Università di Leida e massimo esperto nazionale in affari islamici, che fu in grado di entrare in confidenza con molti capi-villaggio e di organizzare una rete spionistica sulle attività dei fondamentalisti musulmani. Hurgronje pubblicò nel 1894 un libro in merito al proprio contributo sulla questione Sumatra. Sosteneva che il sultano non giocava un ruolo determinante nella guerriglia, che i capi-tribù uleebalang potevano essere considerati affidabili e che i religiosi ʿulamāʾ erano i veri pericoli, e si doveva quindi eliminarli.

### Pacificazione
Nel 1898 fu nominato governatore civile e militare di Aceh Joannes Benedictus van Heutsz, che fu in grado di porre fine al conflitto coadiuvato dal luogotenente Hendrikus Colijn. Furono seguite le direttive di Hurgronje, trovando la collaborazione degli uleebelang per ottenere il controllo nelle zone rurali. Furono adottate nuove tattiche di anti-guerriglia, come quella di fare terra bruciata, ed entrò in funzione il nuovo corpo dei marechaussee. In un breve periodo furono distrutti diversi villaggi e uccisi molti civili. Nel 1903, il sultano Alauddin Muhammad Da'ud Syah II consegnò le armi, assieme a diversi capi-guerriglia. Nel 1904 la maggior parte di Aceh era sotto il controllo dei colonialisti, con i quali cooperava il governo formato da indigeni. Gli olandesi scelsero di essere tolleranti con i musulmani, anche se talvolta si resero protagonisti di episodi di estrema crudeltà. Si è stimato che furono tra i 50 000 e i 60 000 gli abitanti di Aceh che morirono per la guerra, e oltre un milione furono i feriti. Circa 10 000 si rifugiarono nella Malesia britannica.
Nei Paesi Bassi Van Heutsz divenne un eroe e nel 1904 fu nominato governatore di tutte le Indie orientali olandesi, malgrado le critiche per i suoi metodi crudeli. Il successo nella guerra di Aceh fu una spinta per l'annessione di Bali, Molucche, Borneo e Sulawesi tra il 1901 e il 1910. Vi furono comunque alcune remote aree montane di Sumatra dove la guerriglia guidata dagli ulama si protrasse fino al 1942.